# Cesar Bogaert
Cesar Bogaert (Sint Jansteen, 10 oktober 1910 – Hulst, 13 januari 1988) was een Nederlands wegwielrenner.
Hij was professioneel wielrenner van 1929 tot 1938. Zijn meest in het oog springende resultaten waren zijn twee overwinningen op het Nederlands kampioenschap wielrennen op de weg bij de elite in 1931 en 1934 en een tweede plaats in de Ronde van Vlaanderen in 1931. 
Hij nam ook enkele malen deel aan het wereldkampioenschap wielrennen op de weg, waar hij een dertiende (1931) en zestiende (1932) plaats behaalde.

## Belangrijkste uitslagen
1931
- 1e bij het Nederlands kampioenschap wielrennen op de weg, elite
- 2e in de Ronde van Vlaanderen
- 1e in Hulst
- 13e bij de wereldkampioenschappen wielrennen op de weg, elite

1932
- 7e in de Ronde van Vlaanderen
- 21e in Parijs-Brussel
- 2e in de Ronde van West-Brabant
- 1e in Temse, Ossendrecht en Bergen op Zoom
- 16e bij de Wereldkampioenschappen wielrennen op de weg, elite

1933
- 2e bij het Nederlands kampioenschap wielrennen op de weg, elite
- 1e in Hoogerheide

1934
- 1e bij het Nederlands kampioenschap wielrennen op de weg, elite
- 6e in de Ronde van Vlaanderen

## Resultaten in voornaamste wedstrijden
| Jaar | Ronde van Vlaanderen |  | WK op de weg |
| ---- | -------------------- |  | ------------ |
| 1931 | ↑                    |  | 13e          |
| 1932 | 7e                   |  | 16e          |
| 1934 | 6e                   |  |              |